# 61 Cygni
Désignations
61 Cyg A : V1803 Cyg, HR 8085, HD 201091, BD+38°4343, HIP 104214, SAO 70919, LFT 1604, LHS 62, LTT 16179

61 Cygni (V1808 Cyg), dite étoile de Bessel ou étoile volante de Piazzi, est un système binaire de deux étoiles naines orange de classe spectrale K quasi identiques située dans la constellation du Cygne. Elle est remarquable par son très rapide mouvement propre au sein de notre Galaxie. Sa magnitude de 5,2 qui la rend visible à l'œil nu sous un ciel pur, lui a donné la caractéristique d'être l'étoile la plus rapide visible à l'œil nu.
61 Cygni ne doit pas être confondue avec 16 Cygni, autre étoile de la constellation du Cygne tout aussi remarquable mais pour d'autres raisons.

## Histoire
Le passé de 61 Cygni demeure très chargé : elle était en effet la première étoile dont on ait mesuré la distance par la méthode de la parallaxe.
En 1753, James Bradley, astronome britannique, découvrit sa nature d'étoile binaire. Puis, en 1806, l'astronome italien Giuseppe Piazzi observa 61 Cygni, ce qui était une occasion rêvée pour pouvoir s'entraîner à mesurer les distances angulaires, étant entourée d'étoiles faibles. Il commença donc ses mesures angulaires, mais faute de moyen efficace à cette époque-là, uniquement à l'œil nu et un micromètre à fil. Puis, après avoir comparé ses observations sur plusieurs mois, il constata que la paire avait bougé de 5 secondes d'arc par rapport aux étoiles d'arrière-plan. Il clamera haut et fort la proximité de cette étoile, mais n'était pas capable de calculer sa distance précise.
Friedrich Wilhelm Bessel eut vent de la nouvelle, et il commença les mesures de parallaxe sur 61 Cygni. Grâce à la perfection de sa méthode des parallaxes et aux meilleurs instruments de l'époque construits par Fraunhofer en 1829, il put estimer en 1838 la distance de 61 Cygni à 10,5 années-lumière, pour une parallaxe de 0"31. Il en profita pour publier ses résultats obtenus quinze ans plus tôt sur Alpha Lyrae (Véga) et Alpha Aquilae (Altaïr).

## Mouvement propre
Le mouvement propre du système de 61 Cygni est égal visuellement à environ le diamètre de la pleine lune en 150 ans. Ceci est dû, d'une part à sa relative proximité, d'autre part à sa grande vitesse (106 km/s environ).

## Système binaire
Les deux étoiles composant le système de 61 Cygni sont de type comparable au Soleil, bien que légèrement plus petites et plus froides. Elles tournent autour d'un barycentre commun en 653,2 années environ. La distance angulaire entre les deux astres est d'environ 30"0 (époque J2000.0), et la paire est bien séparée à partir d'un grossissement de quelques dizaines de fois, parfaitement atteignable par un petit télescope.

## Système planétaire
L'analyse de données issues du satellite Gaia a révélé des anomalies dans les orbites des étoiles : elles ne tourneraient pas tout à fait autour de leur centre de masse, et possiblement un peu trop lentement pour leur masse estimée. Ces anomalies pourraient indiquer la présence d'un objet perturbateur en orbite autour de 61 Cygni B.
Néanmoins, aucun objet planétaire n'a encore été détecté autour de l'une ou l'autre étoile. L'équipe de l'observatoire McDonald a estimé que si planète il y avait, sa masse serait comprise entre 0,07 et 2,1 fois la masse de Jupiter.